# Pošechon'e
Pošechon'e (in russo Пошехо́нье?, anche traslitterata come Poschekhonie, Poshekhonye, Pošehon'e, Pošekhon'e, Pošehonje, Pošekhonje, Pošechonje) è una cittadina della Russia europea centrale (Oblast' di Jaroslavl').

## Geografia
La cittadina è situata sul fiume Sogoža, 151 chilometri a nordovest del capoluogo Jaroslavl'; è il capoluogo del distretto omonimo.

## Storia
Fondata nel XVII secolo con il nome di Pertoma (russo Пертома), divenne città nel 1777 ottenendo il nome attuale; nel periodo sovietico (1918-1992) la cittadina ebbe nome di Pošechon'e-Volodarsk (russo Пошехо́нье-Волода́рск), in onore del rivoluzionario marxista bolscevico V. Volodarskij.

## Società

### Evoluzione demografica
Fonte: mojgorod.ru
- 1897: 4.000
- 1939: 6.900
- 1970: 8.000
- 1989: 8.000
- 2002: 6.973
- 2006: 6.900